# Сорочан, Ипатий Христофорович
Ипатий Христофорович Сорочан (рум. Ipatie Sorocean; 31 марта 1900, Чорна (ныне Одесская область, Украина) — 15 февраля 1964, Кишинёв, Молдавская ССР) — доктор медицинских наук, заместитель Народного комиссара здравоохранения МССР, первый ректор Кишинёвского Государственного медицинского института.

## Биография
Родился в многодетной крестьянской семье в селе Чорна (в современной Одесской области Украины). В 1926 г. закончил Одесский медицинский институт. До войны был некоторое время заведующим врачебным участком в Незавертайловке, врачом-интерном в Балтской окружной больницы, а затем главным врачом Котовской народной больницы. В годы Великой Отечественной войны служил военным хирургом. Награждён Орденом Красной Звезды и разными другими медалями. В 1944 г. демобилизовался и в том же году был назначен на должность заместителя Наркома здравоохранения Молдавской ССР. На этом посту он был с 1944 по 1947 г.
В 1945 г. был основан Кишинёвский Государственный медицинский институт (преобразован из филиала Кисловодского медицинского института), первым ректором этого вуза стал И. Х. Сорочан. Однако в 1948 г. новым ректором был назначен Н. А. Хараузов (на этой должности продержался с 1948 по 1951 г.), заведующий кафедрой фармакологии. И. Х. Сорочан в 1948—1950 гг. работает заведующим хирургическим отделением Первой городской больницы г. Бельцы. В 1950—1955 гг. работал главным врачом Республиканского онкодиспансера, а с 1955 г. стал ассистентом кафедры общей хирургии. 8 марта 1961 г. ему присвоили звание «Заслуженного врача МССР».